# Arader Zeitung
Die Arader Zeitung war eine deutschsprachige Tageszeitung, die von 1852 bis 1875 in Arad im Kaisertum Österreich, daraufhin in Österreich-Ungarn erschienen ist. Trotz ihres lokalen Charakters fand diese vornehmlich von jüdisch-ungarischen Redakteuren geprägte liberale Zeitung eine weite Verbreitung im Banat, in Niederungarn sowie in Siebenbürgen. Ihr Vorgänger war das von Heinrich Goldscheider gegründete Arader Kundschaftsblatt (1837–1848), das jedoch 1848 aufgrund strenger Zensurbestimmungen sein Erscheinen einstellen musste. Goldscheider publizierte daraufhin zwei Jahre später den Arader Anzeiger, der zunächst in deutscher und ungarischer Sprache erschien und dessen Titel schließlich zur Arader Zeitung geändert wurde. Das Blatt bot in- und ausländische Nachrichten, die oftmals aus anderen Zeitungen wie der Austria, der Triester Zeitung (1851–1918) oder dem Bremer Handelsblatt (1851–1883) entnommen wurden. In Geschäfts- und Marktberichten vertrat die Arader Zeitung aber auch lokale Handelsinteressen. Im Feuilleton widmete sich die Redaktion kulturellen Themen und veröffentlichte zahlreiche Übersetzungen wie etwa aus dem Werk der ungarischen Schriftstellerin Lilla von Bulyovsky. Ab 1875 bis 1918 erschien das Arader Tageblatt. Ob dieses als Nachfolger der Arader Zeitung gelten kann, ist von der Presseforschung bislang noch nicht entschieden worden. Die von 1920 bis 1944 unter demselben Titel erscheinende, von Nikolaus Bitto herausgegebene Arader Zeitung. Das Blatt der Deutschen in Rumänien war im Unterschied zu diesen Vorgängern deutlich weniger liberal eingestellt.